# トロ (小惑星)
トロ (1685 Toro) はアポロ群に属する小惑星である。アメリカ合衆国の天文学者カール・ワータネンがリック天文台で発見した。
トロの公転周期は1.6年で、地球と8:5の、金星とも13:5の整数比となる軌道共鳴の状態になっている。
アメリカの天文学者サミュエル・ヘリックの妻の結婚前の姓から命名された。